# 한종혁

한종혁(생년미상~)은 조선민주주의인민공화국의 정치인이며, 조선농업근로자동맹 중앙위원장 및 최고인민회의 상임위원회 위원이다.

## 생애
제8기 제11차 전원회의에서 조선농업근로자동맹 중앙위원장으로 선출되었다. 그리고 최고인민회의 제14기 제5차회의에서 최고인민회의 상임위원회 위원으로 보선되었다.